# Lorenz Park
Lorenz Park es un lugar designado por el censo ubicado en el condado de Columbia en el estado estadounidense de Nueva York. En el año 2000 tenía una población de 1,981 habitantes y una densidad poblacional de 414 personas por km².

## Geografía
Lorenz Park se encuentra ubicado en las coordenadas 42°15′49″N 73°45′57″O / 42.26361, -73.76583.

## Demografía
Según la Oficina del Censo en 2000 los ingresos medios por hogar en la localidad eran de $33,958, y los ingresos medios por familia eran $46,371. Los hombres tenían unos ingresos medios de $34,667 frente a los $25,000 para las mujeres. La renta per cápita para la localidad era de $16,859. Alrededor del 9.1% de la población estaban por debajo del umbral de pobreza.